# Elsa Reichová
Elsa Reichová (Wollnerová), německy Elsa Reich, (9. září 1879 v Praze – po roce 1913?) byla česko-německá operní pěvkyně - sopranistka židovského původu.

## Život
Narodila se jako dcera Hermanna Reicha z Votic a jeho ženy Marie Reichové (roz. Schuhmüller).
Krátce po svém studiu zpěvu u altistky Plodkové a Felixe Ehrla získala v roce 1898 ve svých šestnácti letech díky intendantovi Angelu Neumannovi angažmá v pražském Zemském německém divadle jako zpěvačka subretních rolí. Její nástupní rolí byl Benjamín v Méhulově Josefovi. Byla považována ve svém oboru za velmi nadanou, a to jak pěvecky, tak herecky. Úspěchy slavila zejména v představeních Figarovy svatby v roli Cherubína, v opeře Bärenhäuter Siegfrieda Wagnera, či jako Mimosa v operetě „Gejša“ atd.
15. listopadu 1903 zpívala v pražském Německém divadle roli Antonie v premiéře opery "Tiefland" od Eugena d'Alberta a 15. listopadu 1905 pak účinkovala v premiéře opery "Zierpuppen" od Anselm Goetzl.
V červenci 1904 se vdala za Bernharda Wollnera a od té doby pod jménem Elsa Wollner-Reich zpívala v mnoha divadlech v Německu. S manželem pak žila na Královských Vinohradech..
V letech 1913 a 1914 pobývala v Karlových Varech a roku 1914 se stáhla z hudebního života.